# Entodesmium
Entodesmium is een geslacht van schimmels behorend tot de familie Phaeosphaeriaceae. De typesoort is Entodesmium rude.

## Soorten
Volgens Index Fungorum telt het geslacht zes soorten (peildatum februari 2022):
| Soortnaam               | Auteur(s)          | Publicatiejaar |
| ----------------------- | ------------------ | -------------- |
| Entodesmium eliassonii  | L. Holm            | 1957           |
| Entodesmium lapponicum  | (L. Holm) L. Holm  | 1957           |
| Entodesmium mayorii     | (E. Müll.) L. Holm | 1957           |
| Entodesmium nevadense   | Petr.              | 1931           |
| Entodesmium niesslianum | (Rabenh.) L. Holm  | 1957           |
| Entodesmium rude        | Riess              | 1854           |